# 香港電影金像獎新晉導演
香港電影金像獎新晉導演是由香港電影金像獎協會在中國香港地區舉辦的現行頒發獎項，由2002年起頒發，前身為「傑出青年導演」（2002年-2003年），至2004年正式更名為「新晉導演」，並沿用至今，旨在表揚傑出的新晉導演。該獎項得主可獲得由「創意香港」及「香港電影發展基金」提供的10萬元獎金，以作獎勵。

## 參選資格
根據第43屆香港電影金像獎評選細則，角逐新晉導演須符合以下5個條件：
1. 導演必須持有香港永久性居民身份證。
2. 個人執導或聯合執導之新導演均可參選，但同一部電影內之所有導演均必須完全符合「新晉導演」資格才能參選。例如一部電影有兩位導演，必須二人均符合參選「新晉導演」資格，才可以該部電影角逐本獎項。
3. 所執導之電影須連續7天內，於五十個座位以上的香港影院作公開售票放映，放映場數不少於5場；而影片長度須為60分鐘或以上；並以35mm菲林放映或數碼放映。
4. 參選人以首兩部電影為上限，即是導演可以角逐本獎項最多兩屆。無論單獨執導或聯合執導，均視為一部計算。
5. 參選人之前從未獲得過香港電影金像獎最佳導演，或新晉導演的獎項。

## 記錄
| 統計                   | 數據               | 名字            | 備註                                                   |
| ---------------------- | ------------------ | --------------- | ------------------------------------------------------ |
| 提名最多次的導演       | 3次                | 黃真真          | 無一獲獎                                               |
| 連續兩屆獲提名的導演   | 2位                | 黃真真          | 2004-2005年                                            |
| 連續兩屆獲提名的導演   | 2位                | 郭子健          | 2008-2009年                                            |
| 提名時間相隔最長的導演 | 7年                | 黃修平          | 2008年及2014年                                         |
| 獲獎導演 男、女性比例  | 男：82.6%女：17.4% | 男：19位女：4位 | 男：2002-2011、2013-2017、2022-2025女：2012、2018-2020 |

## 獲獎與提名
|  | 获奖者 |

### 2000年代（2002 — 2009 年）
| 年份 （屆次）     | 導演   | 片名               | 來源  |
| ----------------- | ------ | ------------------ | ----- |
| 2002年 （第21屆） | 周星馳 | 《少林足球》       | [ 1 ] |
| 2002年 （第21屆） | 黃真真 | 《女人那話兒》     | [ 1 ] |
| 2002年 （第21屆） | 周惠坤 | 《初戀嗱喳麵》     | [ 1 ] |
| 2002年 （第21屆） | 黎妙雪 | 《玻璃少女》       | [ 1 ] |
| 2002年 （第21屆） | 袁建滔 | 《麥兜故事》       | [ 1 ] |
| 2003年 （第22屆） | 羅志良 | 《異度空間》       | [ 2 ] |
| 2003年 （第22屆） | 羅金泉 | 《好心相愛》       | [ 2 ] |
| 2003年 （第22屆） | 關信輝 | 《賤精先生》       | [ 2 ] |
| 2003年 （第22屆） | 鄭保瑞 | 《熱血青年》       | [ 2 ] |
| 2004年 （第23屆） | 彭浩翔 | 《大丈夫》         | [ 3 ] |
| 2004年 （第23屆） | 黃真真 | 《六樓后座》       | [ 3 ] |
| 2004年 （第23屆） | 黎妙雪 | 《戀之風景》       | [ 3 ] |
| 2005年 （第24屆） | 黃精甫 | 《江湖》           | [ 4 ] |
| 2005年 （第24屆） | 黃真真 | 《六壯士》         | [ 4 ] |
| 2005年 （第24屆） | 袁建滔 | 《麥兜菠蘿油王子》 | [ 4 ] |
| 2006年 （第25屆） | 畢國智 | 《海南雞飯》       | [ 5 ] |
| 2006年 （第25屆） | 馮德倫 | 《精武家庭》       | [ 5 ] |
| 2006年 （第25屆） | 鄧漢強 | 《b420》           | [ 5 ] |
| 2007年 （第26屆） | 吳彥祖 | 《四大天王》       | [ 6 ] |
| 2007年 （第26屆） | 葉念琛 | 《獨家試愛》       | [ 6 ] |
| 2007年 （第26屆） | 羅永昌 | 《天生一對》       | [ 6 ] |
| 2008年 （第27屆） | 游乃海 | 《跟蹤》           | [ 7 ] |
| 2008年 （第27屆） | 郭子健 | 《野·良犬》        | [ 7 ] |
| 2008年 （第27屆） | 黃修平 | 《魔術男》         | [ 7 ] |
| 2009年 （第28屆） | 郭子健 | 《青苔》           | [ 8 ] |
| 2009年 （第28屆） | 麥曦茵 | 《烈日當空》       | [ 8 ] |
| 2009年 （第28屆） | 岸西   | 《親密》           | [ 8 ] |

### 2010年代（2010 — 2019 年）
| 年份 （屆次）     | 導演   | 片名               | 來源   |
| ----------------- | ------ | ------------------ | ------ |
| 2010年 （第29屆） | 張經緯 | 《音樂人生》       | [ 9 ]  |
| 2010年 （第29屆） | 翁子光 | 《明媚時光》       | [ 9 ]  |
| 2010年 （第29屆） | 周顯揚 | 《殺人犯》         | [ 9 ]  |
| 2011年 （第30屆） | 莊文強 | 《飛砂風中轉》     | [ 10 ] |
| 2011年 （第30屆） | 岸西   | 《月滿軒尼詩》     | [ 10 ] |
| 2011年 （第30屆） | 黃國兆 | 《酒徒》           | [ 10 ] |
| 2012年 （第31屆） | 曾翠珊 | 《大藍湖》         | [ 11 ] |
| 2012年 （第31屆） | 潘源良 | 《出軌的女人》     | [ 11 ] |
| 2012年 （第31屆） | 葉劍峰 | 《金不換》         | [ 11 ] |
| 2013年 （第32屆） | 周顯揚 | 《大追捕》         | [ 12 ] |
| 2013年 （第32屆） | 謝立文 | 《麥兜噹噹伴我心》 | [ 12 ] |
| 2013年 （第32屆） | 馮志強 | 《懸紅》           | [ 12 ] |
| 2014年 （第33屆） | 黃修平 | 《狂舞派》         | [ 13 ] |
| 2014年 （第33屆） | 袁錦麟 | 《風暴》           | [ 13 ] |
| 2014年 （第33屆） | 麥浚龍 | 《殭屍》           | [ 13 ] |
| 2015年 （第34屆） | 李光耀 | 《暴瘋語》         | [ 14 ] |
| 2015年 （第34屆） | 楊紫燁 | 《爭氣》           | [ 14 ] |
| 2015年 （第34屆） | 黃浩然 | 《點對點》         | [ 14 ] |
| 2016年 （第35屆） | 許誠毅 | 《捉妖記》         | [ 15 ] |
| 2016年 （第35屆） | 張家輝 | 《陀地驅魔人》     | [ 15 ] |
| 2016年 （第35屆） | 劉浩良 | 《衝鋒車》         | [ 15 ] |
| 2017年 （第36屆） | 黃進   | 《一念無明》       | [ 16 ] |
| 2017年 （第36屆） | 曾國祥 | 《七月與安生》     | [ 16 ] |
| 2017年 （第36屆） | 文偉鴻 | 《使徒行者》       | [ 16 ] |
| 2017年 （第36屆） | 羅耀輝 | 《幸運是我》       | [ 16 ] |
| 2017年 （第36屆） | 陳志發 | 《點五步》         | [ 16 ] |
| 2018年 （第37屆） | 彭秀慧 | 《29+1》           | [ 17 ] |
| 2018年 （第37屆） | 李子俊 | 《狂獸》           | [ 17 ] |
| 2018年 （第37屆） | 杜汶澤 | 《空手道》         | [ 17 ] |
| 2018年 （第37屆） | 許宏宇 | 《喜歡·你》        | [ 17 ] |
| 2018年 （第37屆） | 陳大利 | 《黃金花》         | [ 17 ] |
| 2019年 （第38屆） | 陳小娟 | 《淪落人》         | [ 18 ] |
| 2019年 （第38屆） | 李卓斌 | 《G殺》            | [ 18 ] |
| 2019年 （第38屆） | 陳詠燊 | 《逆流大叔》       | [ 18 ] |
| 2019年 （第38屆） | 張家傑 | 《棟篤特工》       | [ 18 ] |
| 2019年 （第38屆） | 李駿碩 | 《翠絲》           | [ 18 ] |

### 2020年代（2020 — 至今）
| 年份 （屆次）        | 導演           | 片名                    | 來源   |
| -------------------- | -------------- | ----------------------- | ------ |
| 2020年 （第39屆）    | 黃綺琳         | 《金都》                | [ 19 ] |
| 2020年 （第39屆）    | 文偉鴻         | 《使徒行者2：諜影行動》 | [ 19 ] |
| 2020年 （第39屆）    | 黃慶勳         | 《麥路人》              | [ 19 ] |
| 2020年 （第39屆）    | 梁國斌         | 《獅子山上》            | [ 19 ] |
| 2020年 （第39屆）    | 卓翔           | 《戲棚》                | [ 19 ] |
| 2021/22年 （第40屆） | 陳健朗         | 《手捲煙》              | [ 20 ] |
| 2021/22年 （第40屆） | 趙善恒         | 《一秒拳王》            | [ 20 ] |
| 2021/22年 （第40屆） | 文念中         | 《好好拍電影》          | [ 20 ] |
| 2021/22年 （第40屆） | 劉浩良         | 《除暴》                | [ 20 ] |
| 2021/22年 （第40屆） | 李駿碩         | 《濁水漂流》            | [ 20 ] |
| 2023年 （第41届）    | 何爵天         | 《正義迴廊》            | [ 21 ] |
| 2023年 （第41届）    | 劉國瑞         | 《白日青春》            | [ 21 ] |
| 2023年 （第41届）    | 吳炫輝         | 《明日戰記》            | [ 21 ] |
| 2023年 （第41届）    | 林森           | 《窄路微塵》            | [ 21 ] |
| 2023年 （第41届）    | 陳詠燊         | 《飯戲攻心》            | [ 21 ] |
| 2024年 （第42屆）    | 卓亦謙         | 《年少日記》            | [ 22 ] |
| 2024年 （第42屆）    | 簡君晋         | 《白日之下》            | [ 22 ] |
| 2024年 （第42屆）    | 祝紫嫣         | 《但願人長久》          | [ 22 ] |
| 2024年 （第42屆）    | 吳煒倫         | 《毒舌大狀》            | [ 22 ] |
| 2024年 （第42屆）    | 李子俊         | 《第八個嫌疑人》        | [ 22 ] |
| 2025年 （第43屆）    | Robin Lee      | 《香港四徑大步走》      | [ 23 ] |
| 2025年 （第43屆）    | 梁禮彥         | 《久別重逢》            | [ 23 ] |
| 2025年 （第43屆）    | 何妙祺         | 《我談的那場戀愛》      | [ 23 ] |
| 2025年 （第43屆）    | 梁冠堯、梁冠舜 | 《武替道》              | [ 23 ] |
| 2025年 （第43屆）    | 李志偉、何英毅 | 《得寵先生》            | [ 23 ] |

## 得獎者統計
| 導演      | 提名次數 | 得獎電影           | 得獎時 已執導長片數量 包括得獎電影在內，及合導電影(如有) |
| --------- | -------- | ------------------ | -------------------------------------------------------- |
| 周星馳    | 1        | 《少林足球》       | 5部                                                      |
| 羅志良    | 1        | 《異度空間》       | 2部                                                      |
| 彭浩翔    | 1        | 《大丈夫》         | 2部                                                      |
| 黃精甫    | 1        | 《江湖》           | 2部                                                      |
| 畢國智    | 1        | 《海南雞飯》       | 1部                                                      |
| 吳彥祖    | 1        | 《四大天王》       | 1部                                                      |
| 游乃海    | 1        | 《跟蹤》           | 1部                                                      |
| 郭子健    | 2        | 《青苔》           | 2部                                                      |
| 張經緯    | 1        | 《音樂人生》       | 2部                                                      |
| 莊文強    | 1        | 《飛砂風中轉》     | 4部                                                      |
| 曾翠珊    | 1        | 《大藍湖》         | 2部                                                      |
| 周顯揚    | 1        | 《大追捕》         | 2部                                                      |
| 黃修平    | 1        | 《狂舞派》         | 3部                                                      |
| 李光耀    | 1        | 《暴瘋語》         | 2部                                                      |
| 許誠毅    | 1        | 《捉妖記》         | 1部                                                      |
| 黃進      | 1        | 《一念無明》       | 1部                                                      |
| 彭秀慧    | 1        | 《29+1》           | 1部                                                      |
| 陳小娟    | 1        | 《淪落人》         | 1部                                                      |
| 黃綺琳    | 1        | 《金都》           | 1部                                                      |
| 陳健朗    | 1        | 《手捲煙》         | 1部                                                      |
| 何爵天    | 1        | 《正義迴廊》       | 1部                                                      |
| 卓亦謙    | 1        | 《年少日記》       | 1部                                                      |
| Robin Lee | 1        | 《香港四徑大步走》 | 1部                                                      |

## 備註
1. 1 2 3 4 5 6  紀錄片。
2. ↑  包括《國產凌凌漆》(合導)、《大內密探零零發》、《食神》、《喜劇之王》及得獎作。
3. ↑  包括《鎗王》及得獎作。
4. ↑  包括《買兇拍人》及得獎作。
5. ↑  包括《福伯》及得獎作。
6. ↑  包括《野·良犬》及得獎作。
7. ↑  包括紀錄長片《歌舞昇平》及得獎作。
8. ↑  包括《情義我心知》(合導)、《大搜查之女》(合導)、《竊聽風雲》(合導)及得獎作。
9. ↑  包括《戀人路上》及得獎作。
10. ↑  包括《殺人犯》及得獎作。
11. ↑  包括《當碧咸遇上奧雲》、《魔術男》及得獎作。
12. ↑  包括《惡男事件》及得獎作。

## 外部連結
- 香港電影金像獎官方網站 （页面存档备份，存于）